# Geospatial content management system
Del Inglés Geospatial content management system - GeoCMS, es un sistema de gestión de contenidos geo-espacial donde los objetos (usuarios, imágenes, artículos, enlaces..) puede tener una posición de latitud, longitud que se muestra en un mapa interactivo en línea. Además, los mapas en línea vinculan a las páginas de información (las páginas wiki esencialmente) sobre los datos representados. Algunos GeoCMS también permiten a los usuarios editar datos espaciales (puntos, líneas, polígonos en mapas) como parte de los objetos de contenido. Los datos espaciales pueden ser publicados por GeoCMS como parte de sus contenidos o utilización de interfaces estándar, tales como WMS o WFS.
Un GeoCMS puede tener un mapa de usuarios registrados que permitan construir comunidades geográficamente, mirando ubicación de los usuarios. La ayuda de wiki para describir capas geográficas presentan una manera simple de resolver el problema de los metadatos geográfica.
Desde la llegada de Google Maps y la publicación de su API, numerosos usuarios han utilizado mapas en línea para ilustrar sus páginas web. Google Maps es en sí mismo no es un GeoCMS pero es un componente de gran alcance.
Del mismo modo Mapserver es también un elemento poderoso para crear GeoCMS.
Tiki Wiki CMS Groupware fue el primer CMS para convertirse en un GeoCMS a principios de 2003, se está convirtiendo en muy popular en varios otros CMS sobre todo desde la publicación de la API de Mapserver en 2002 para muchos lenguajes de script: PHP, Python, Perl, Java...

## Lista de GeoCMS
- Plone Maps (collective.geo) basado en Plone.[1][2]
- Cartaro (basado en Drupal, GeoServer,  PostGIS y Open Layers Editor).[3]
- Drupal a través del módulos como GeoRSS module, entre otros.
- WordPress a través del módulos como GeoPress, entre otros.
- Django (especialmente GeoDjango).[4]
- Maporama GeoManager Archivado el 5 de julio de 2008 en Wayback Machine..[5]
- Midgard CMS.[6]
- Tiki Wiki CMS Groupware.
- Zikula.